# Nový židovský hřbitov v Hodoníně
Nový židovský hřbitov v Hodoníně byl založen v roce 1939 pod městským křesťanským hřbitovem. Stalo se tak na příkaz německých okupantů. Nachází se asi 2 km severovýchodně od hodonínského Mírového náměstí, při Purkyňově ulici, sousedí s městským křesťanským hřbitovem.
Na ploše asi 1400 m2 se kromě novějších náhrobků dochovalo i několik desítek náhrobních kamenů (macev) od 18. století, jež sem byly přeneseny v roce 1974 z hodonínského Starého židovského hřbitova. V roce 1960 zde byl odhalen i památník obětem holokaustu.
Hodonínská židovská komunita přestala existovat v roce 1940.